# Bouchard III. de Montmorency
Bouchard III. (deut: Burkhard; † 1124) war ein Herr von Montmorency aus dem Haus Montmorency. Er war ein Sohn des Hervé de Montmorency († vor 1096) und dessen Frau Agnes.
Im Bund mit seinem Schwager, Graf Matthäus I. von Beaumont, befehdete Bouchard um die Jahrhundertwende 1100 die Abtei Saint-Denis, was eine militärische Intervention des französischen Kronprinzen Ludwig (VI.) des Dicken provozierte, die ihn zur Unterwerfung zwang. 1119 kämpfte Bouchard für den französischen König in der Schlacht von Brémule gegen die Anglonormannen und wurde dabei gefangen genommen. Heinrich I. Beauclerc ließ ihn allerdings bald darauf wieder frei.
Einem Eintrag im Nekrolog der Abtei Notre-Dame du Val zufolge starb Bouchard im Jahr 1124 in Jerusalem (Palästina), ebenso wie 1189 zwei seiner Enkel. Offenbar hatte er eine Pilgerreise dorthin unternommen.
Bouchard III. war in erster Ehe verheiratet mit Agnes, einer Tochter des Grafen Ivo III. von Beaumont. Ihre Kinder waren:
- Mathieu I., Herr von Montmorency, Connétable von Frankreich
- Thibaud
- ? Tochter; ⚭ mit Guido von Guise

Seine zweite Frau hieß ebenfalls Agnes und war die Tochter des Raoul Deliés.